# Collina della Gloria
Il complesso commemorativo "Kurgan Slavy" ("Collina della Gloria") è un monumento della seconda guerra mondiale situato in Bielorussia nel distretto di Smaljavičy, al 21º km dell'autostrada M2 Minsk - Aeroporto di Minsk.

## Storia della battaglia
Fu in questi luoghi che nel luglio 1944, durante l'Operazione Bagration, fu circondato un gruppo di 150 000 soldati nazisti. Questo evento è stato chiamato "la sacca di Minsk". La sconfitta di questo gruppo si è conclusa l'11 luglio ed è diventata un altro passo decisivo verso la liberazione della Bielorussia.
La stessa operazione offensiva "Bagration", condotta dalle forze del 1°, 2°, 3° fronte bielorusso e 1° baltico con la partecipazione di formazioni partigiane, iniziò il 23 giugno 1944 e terminò il 29 agosto con la liberazione della SSR bielorussa, parte della SSR lituana e della Polonia.

## Costruzione del monumento
La decisione di erigere il monumento commemorativo "Kurgan Slavy" fu presa nel 1966.
Come parte della risoluzione dell'Ufficio di presidenza del Comitato centrale del Partito comunista di Bielorussia il 18 agosto 1966, è stato deciso di approvare la proposta del Comitato regionale di Minsk del Partito comunista di Bielorussia sulla costruzione di una monumentale composizione scultorea nella regione di Minsk. Secondo l'idea, avrebbe dovuto segnare la fine vittoriosa dell'operazione offensiva bielorussa "Bagration" nel 1944, che portò alla distruzione dell'esercito nazista del gruppo "Centro". Questo documento è stato firmato dal primo segretario del Comitato centrale del Partito comunista bielorusso Peter Masherov. E già nel settembre 1966, una targa commemorativa venne posta sul sito del futuro Kurgan Slavy e si tenne una manifestazione. Vi hanno partecipato non solo gli abitati di Minsk, ma anche rappresentanti di altre città "eroiche". I partecipanti al raduno hanno invitato le generazioni future ad onorare la memoria della guerra passata e a essere patrioti. Il testo dell'ordine è stato murato in una capsula speciale alla base del tumulo.
La costruzione del Kurgan Slavy, iniziata nel novembre 1967, divenne un affare nazionale. Migliaia di persone hanno ritenuto loro dovere contribuire a questo e hanno portato qui manciate di terra.

## Descrizione del memoriale
L'altezza totale del memoriale è di 70,6 metri. Una collina di terra alta 35 metri è coronata da una composizione scultorea di quattro baionette rivestite di titanio, ciascuna alta 35,6 metri. Le baionette simboleggiano il 1°, 2°, 3° fronte bielorusso e 1° baltico che hanno liberato la Bielorussia. La loro base è circondata da un anello con immagini in bassorilievo di soldati e partigiani sovietici. All'interno dell'anello, realizzato con la tecnica del mosaico, il testo è cancellato: "Gloria all'esercito sovietico, esercito liberatore!" Inoltre, la base dell'obelisco è decorata con immagini degli Ordini della Guerra e della Gloria Patriottica. Ai piedi del tumulo, che lo circonda, due scale di cemento conducono al monumento, ciascuna delle quali ha 241 gradini. L'apertura del Kurgan Slavy è avvenuta nel 1969.
A volte il complesso è confuso con il monumento ai difensori di Mosca, nei pressi di Zelenograd. Il monumento ai difensori di Mosca ha 3 "baionette", mentre la Collina della Gloria ha 4 "baionette" circondate da un bassorilievo in bronzo.
La Collina della Gloria di Minsk ha generato un'ondata di imitazioni tra gli architetti che hanno creato memoriali di guerra in tutta l'URSS.

### Autori
- scultori A. Bembel e A. Artimovich,
- architetti O. Stakhovich e L. Mitskevich,
- ingegnere V. Laptsevich

### Componenti
- Kurgan Slavy: 35 metri di altezza.
- Obelisco - 4 baionette stilizzate (1°, 2°, 3° fronte bielorusso e 1° baltico, partecipanti alla liberazione della Bielorussia); altezza 35,6 m (dalla sommità del Kurgan).

## Ristrutturazione del complesso

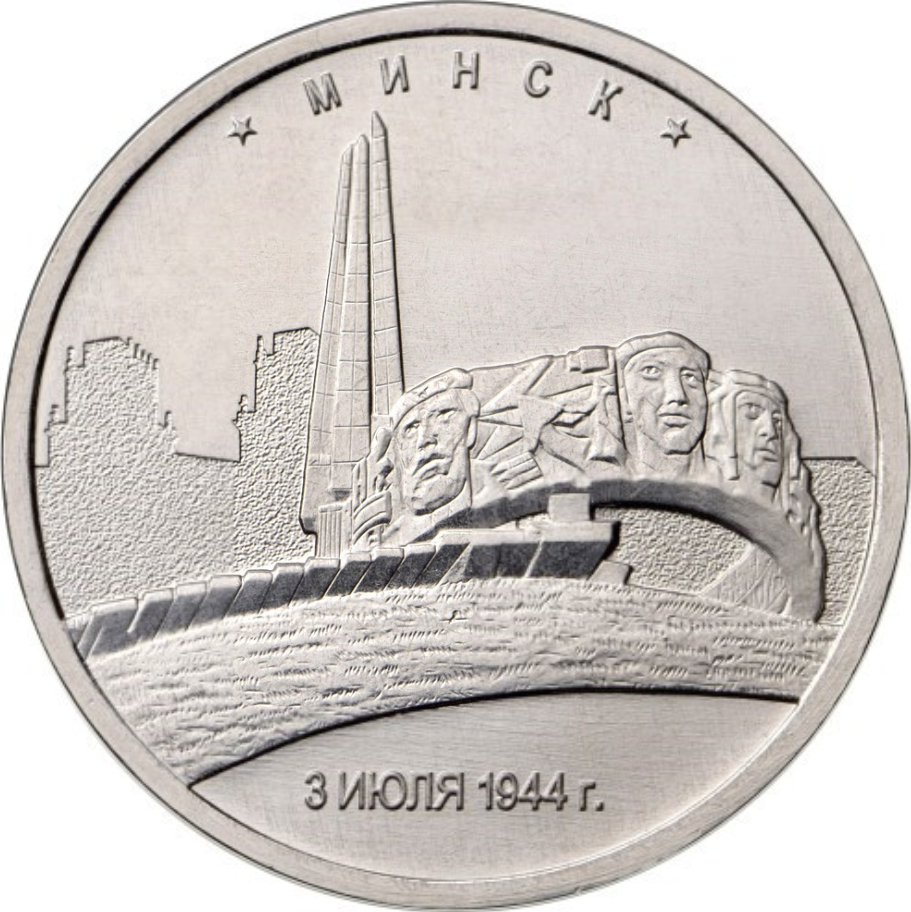
Moneta della Banca di Russia del 2016

La decisione di effettuare una ristrutturazione su larga scala del Kurgan Slavy è stata presa nel maggio 2003 in una riunione del Comitato Organizzatore Repubblicano per la preparazione della celebrazione del 60º anniversario della liberazione della Bielorussia dagli invasori nazisti. La principale organizzazione, che ha controllato sullo stato di avanzamento dei lavori di restauro, è stata la Federazione dei sindacati. La ristrutturazione del monumento per una data memorabile è diventata un affare nazionale.
Nella prima fase della ristrutturazione, il territorio adiacente è stato abbellito, gli edifici amministrativi, le reti di ingegneria sono state riparate e è stato installato un nuovo sistema di irrigazione. Nella seconda fase è stato ripristinato l'anello decorativo superiore, sono stati riparati i gradini e organizzato un museo delle attrezzature militari. Nella primavera del 2004, sul territorio del complesso è stato allestito un parco intitolato al 60º anniversario della vittoria nel Fronte orientale.
La ristrutturazione è del complesso è stata ultimata il 1º luglio 2004. Alla cerimonia hanno partecipato i presidenti di Bielorussia, Russia e Ucraina.

## Moneta celebrativa
Il 1º agosto 2016, la Banca centrale della Federazione Russa ha emesso una moneta da cinque rubli della serie "Città, le capitali degli stati liberati dalle truppe sovietiche dagli invasori nazisti", dedicata a Minsk, sul rovescio della quale si trova una raffigurazione del "Kurgan Slavy". Sono state coniate due milioni di queste monete.

## Galleria d'immagini

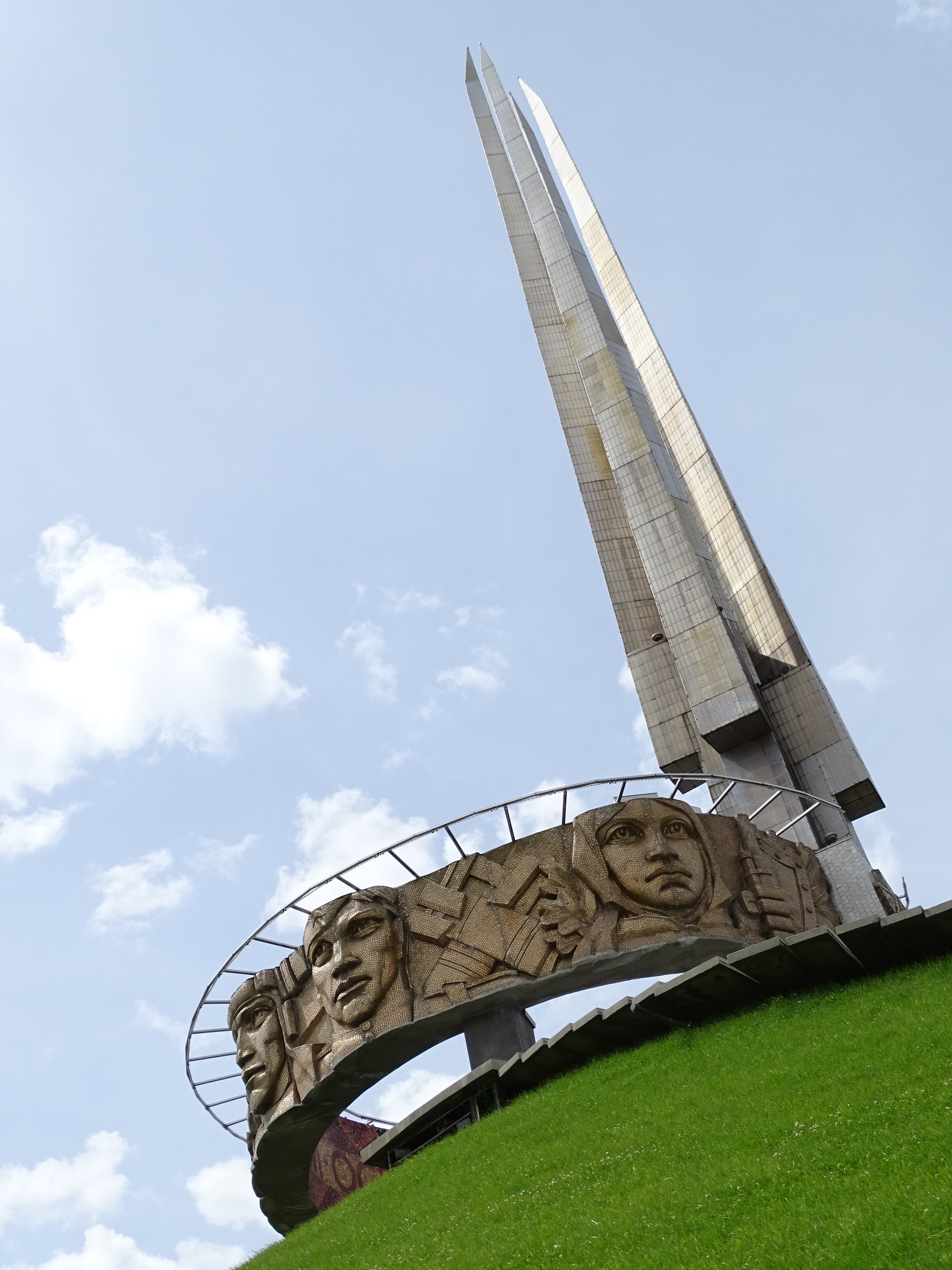
Kurgan Slavy visto lateralmente e dal basso
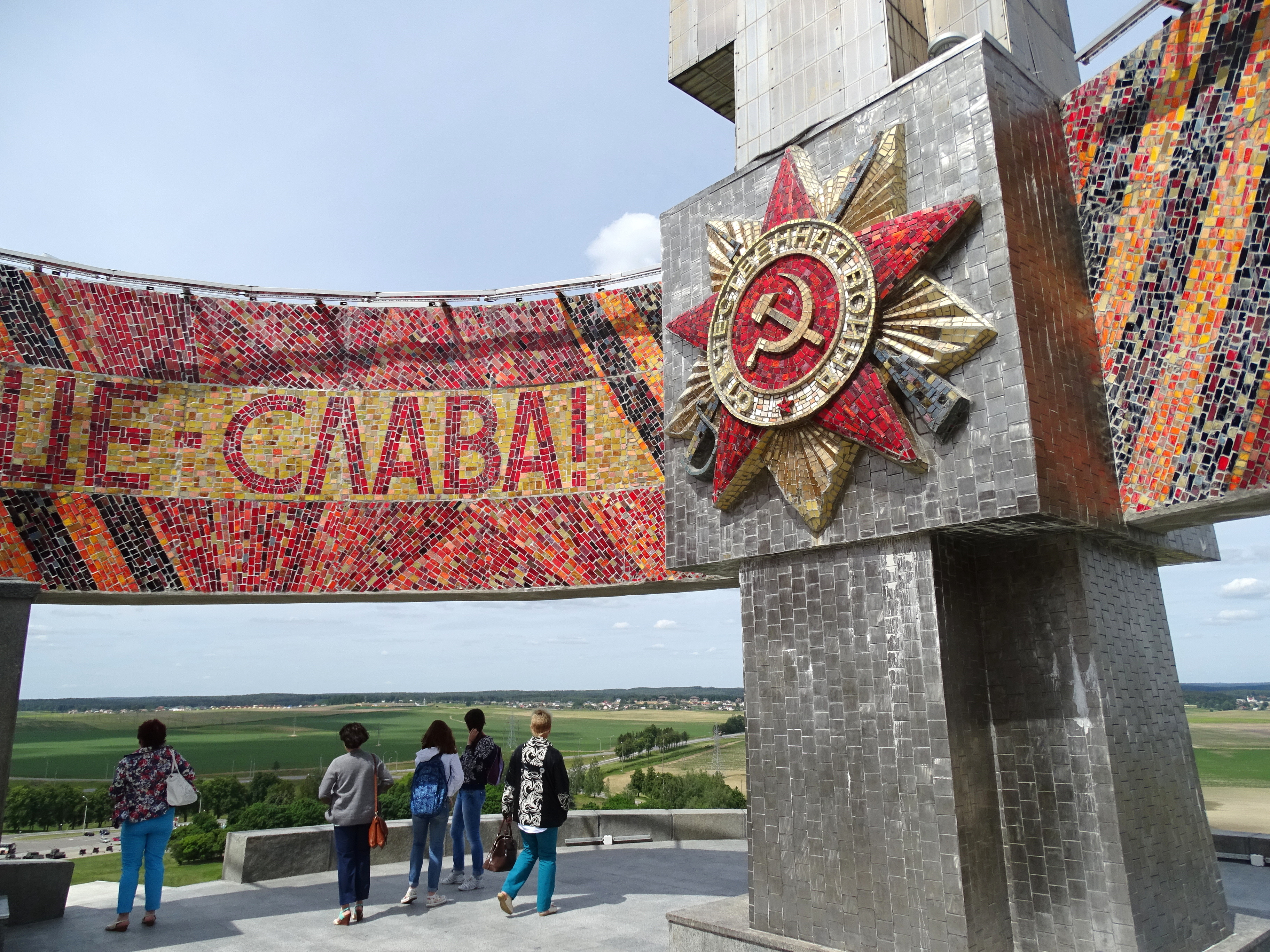
Interno dell'anello con falce e martello
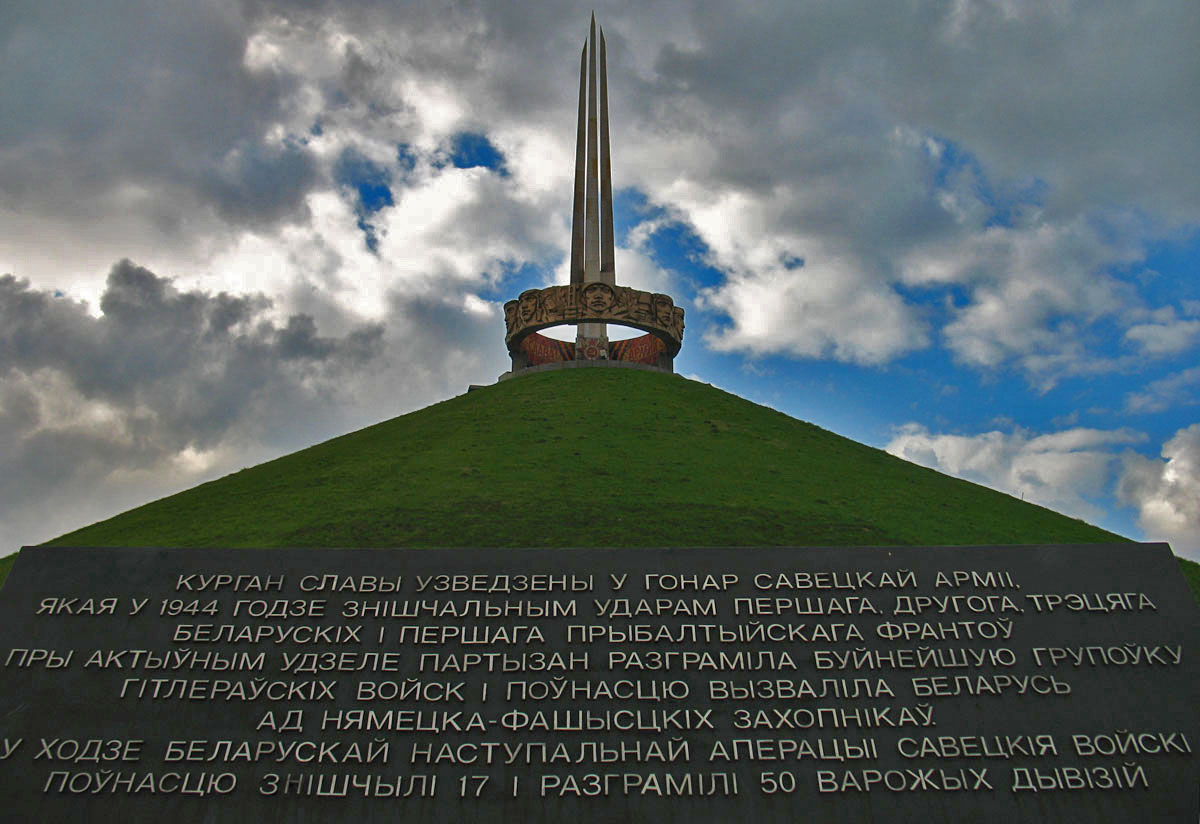
Kurgan Slavy visto frontalmente dal basso
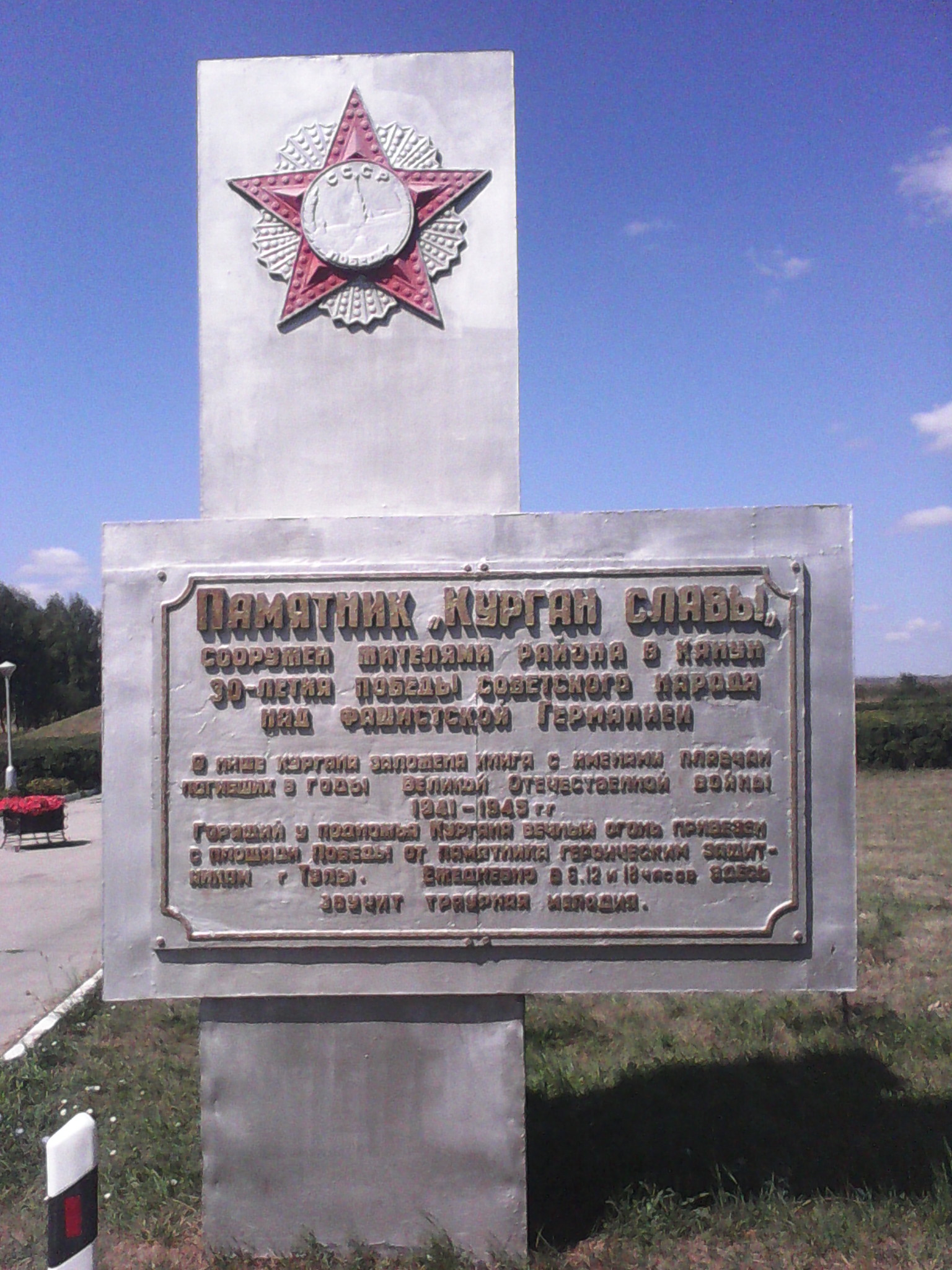
Targa
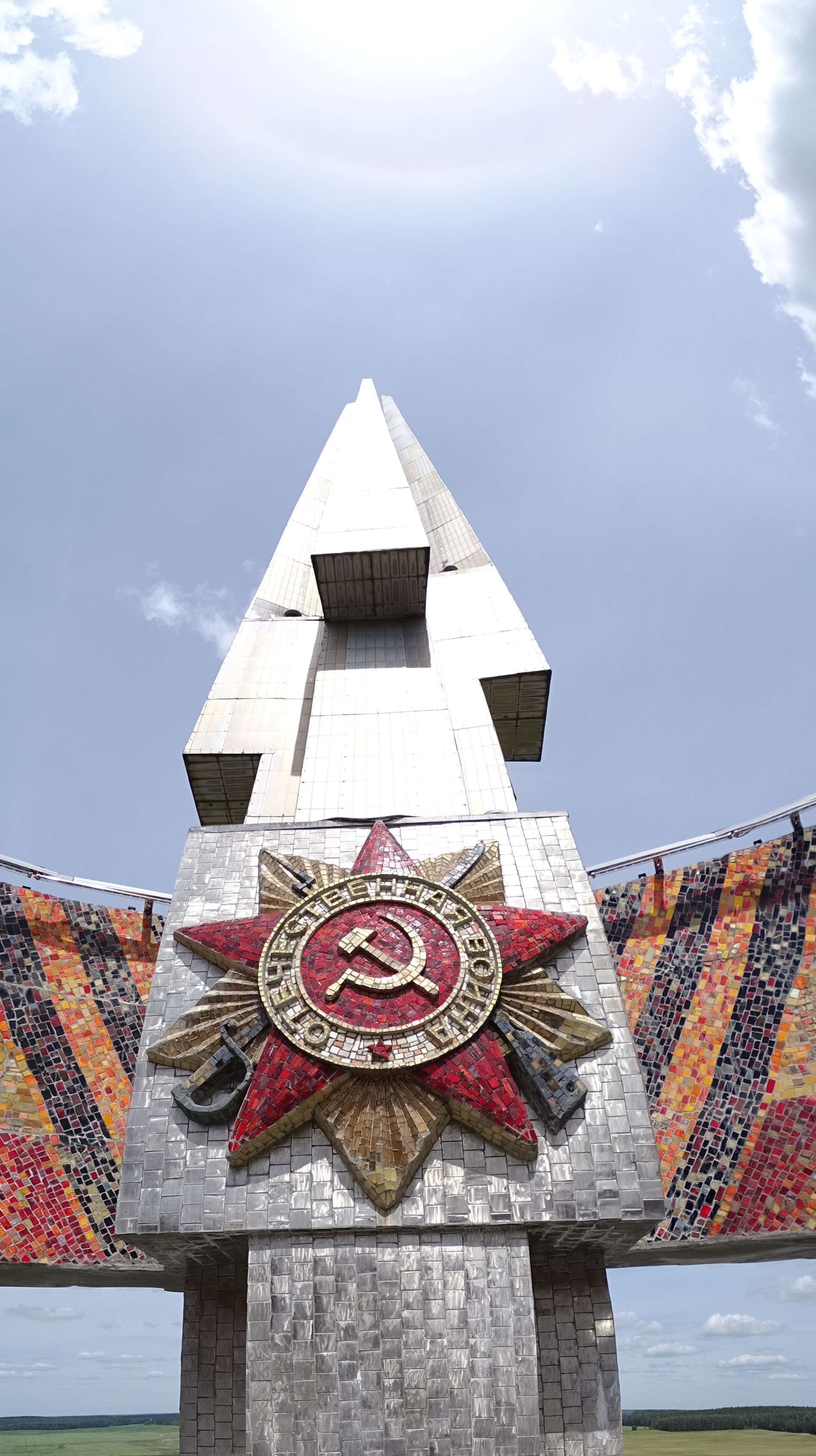
Vista interna, frontale rispetto alla falce e martello
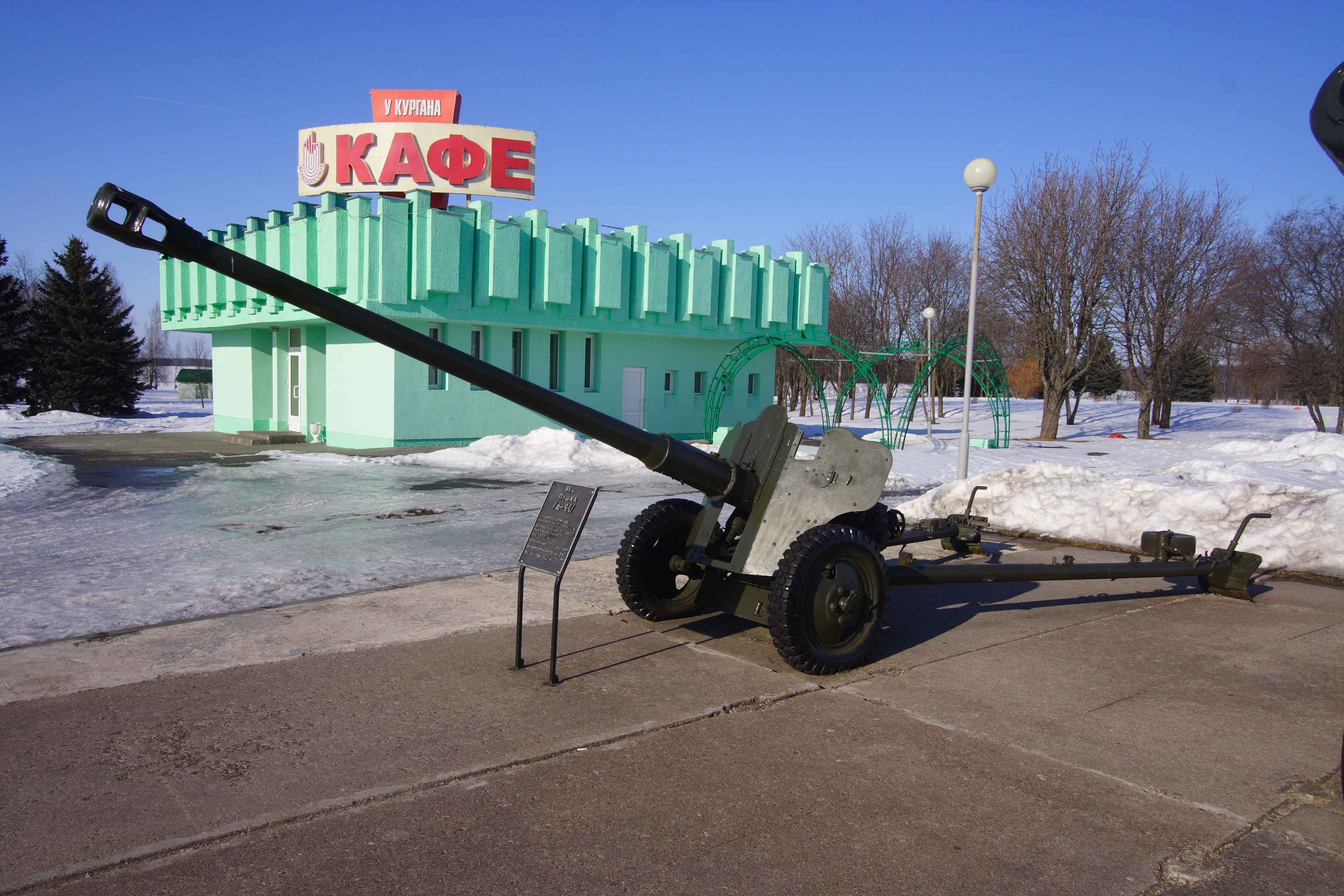
85-мм дивизионная пушка Д-44
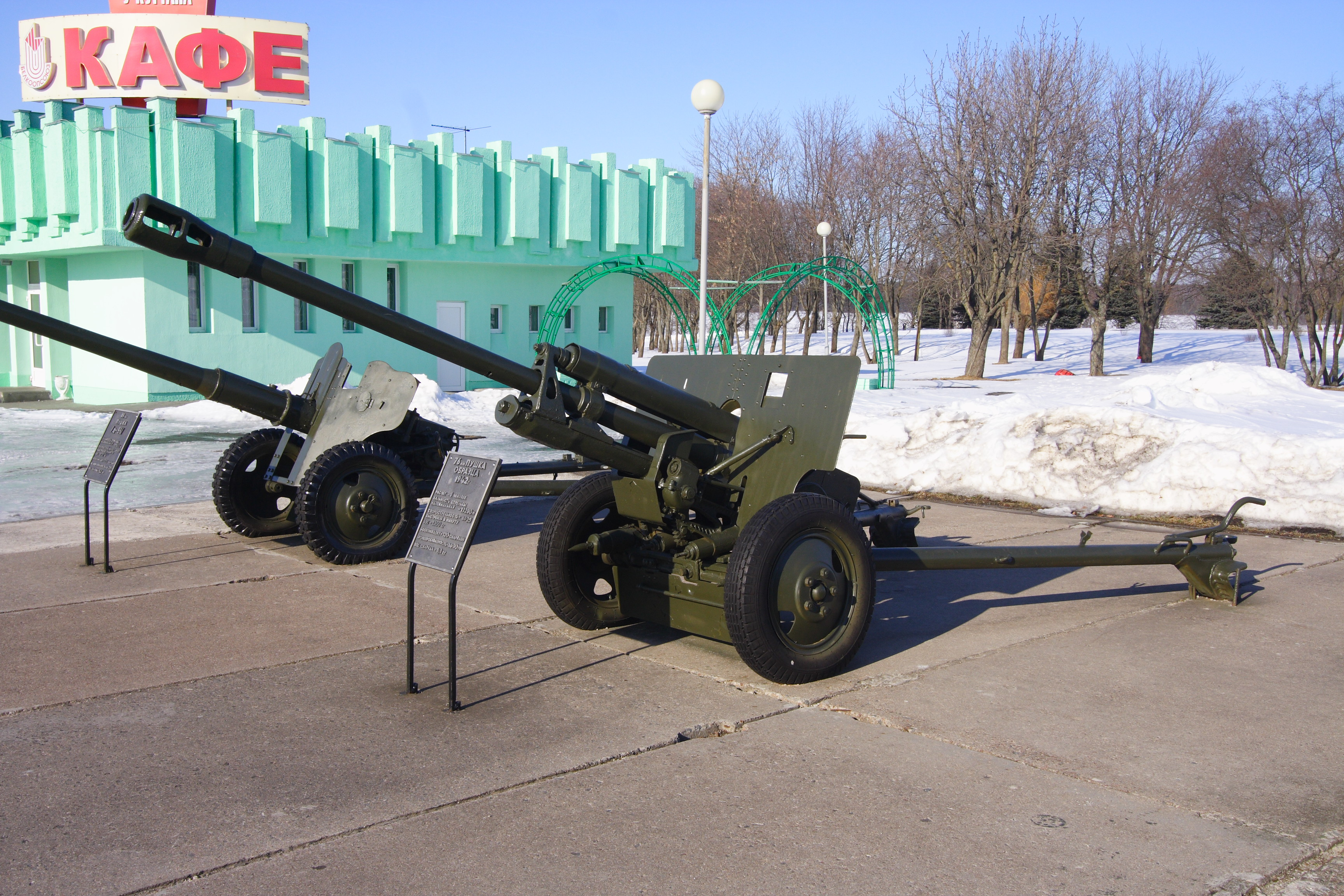
76-мм дивизионная пушка образца 1942 года (ЗИС-3)
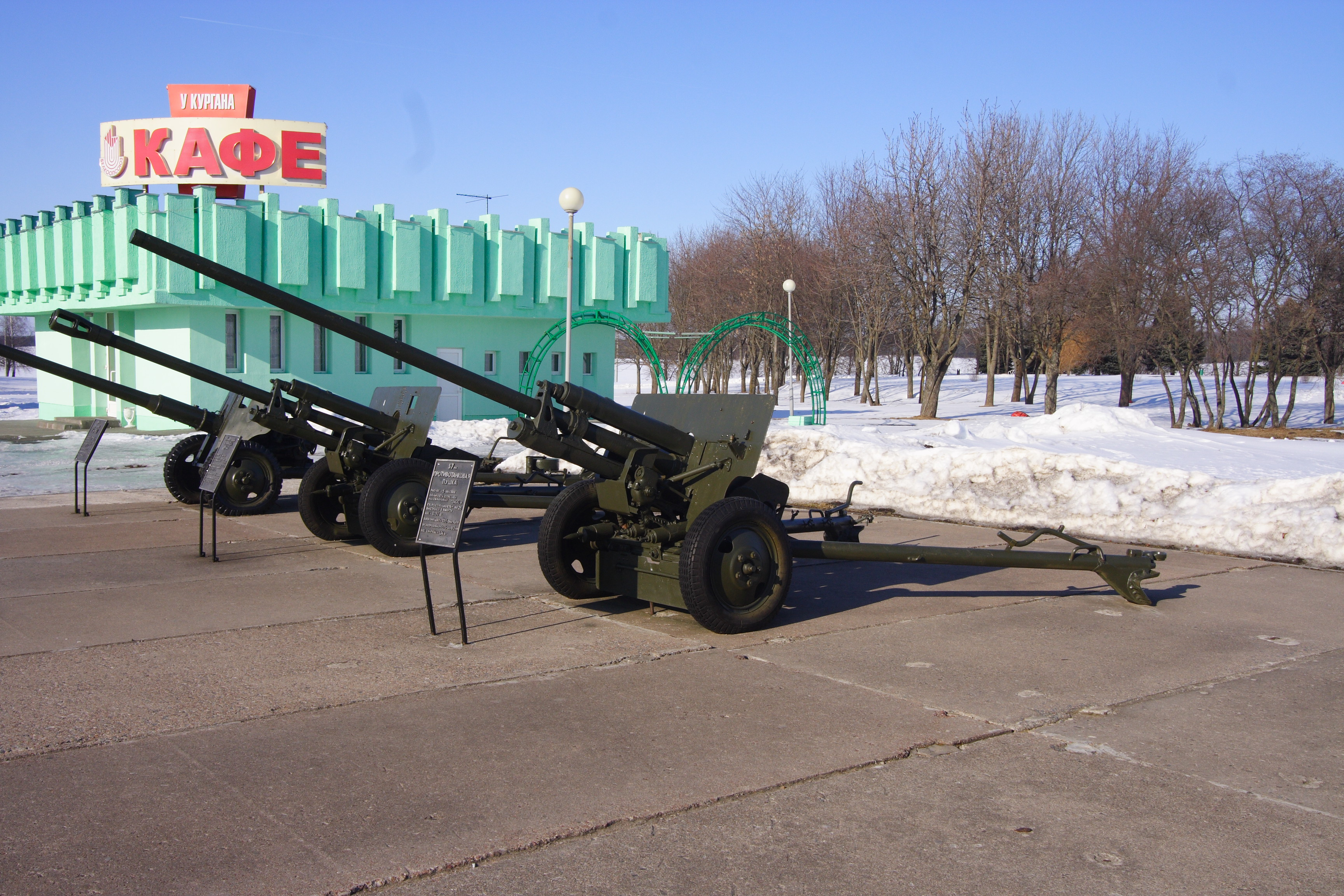
57-мм противотанковая пушка образца 1941 года (ЗИС-2)
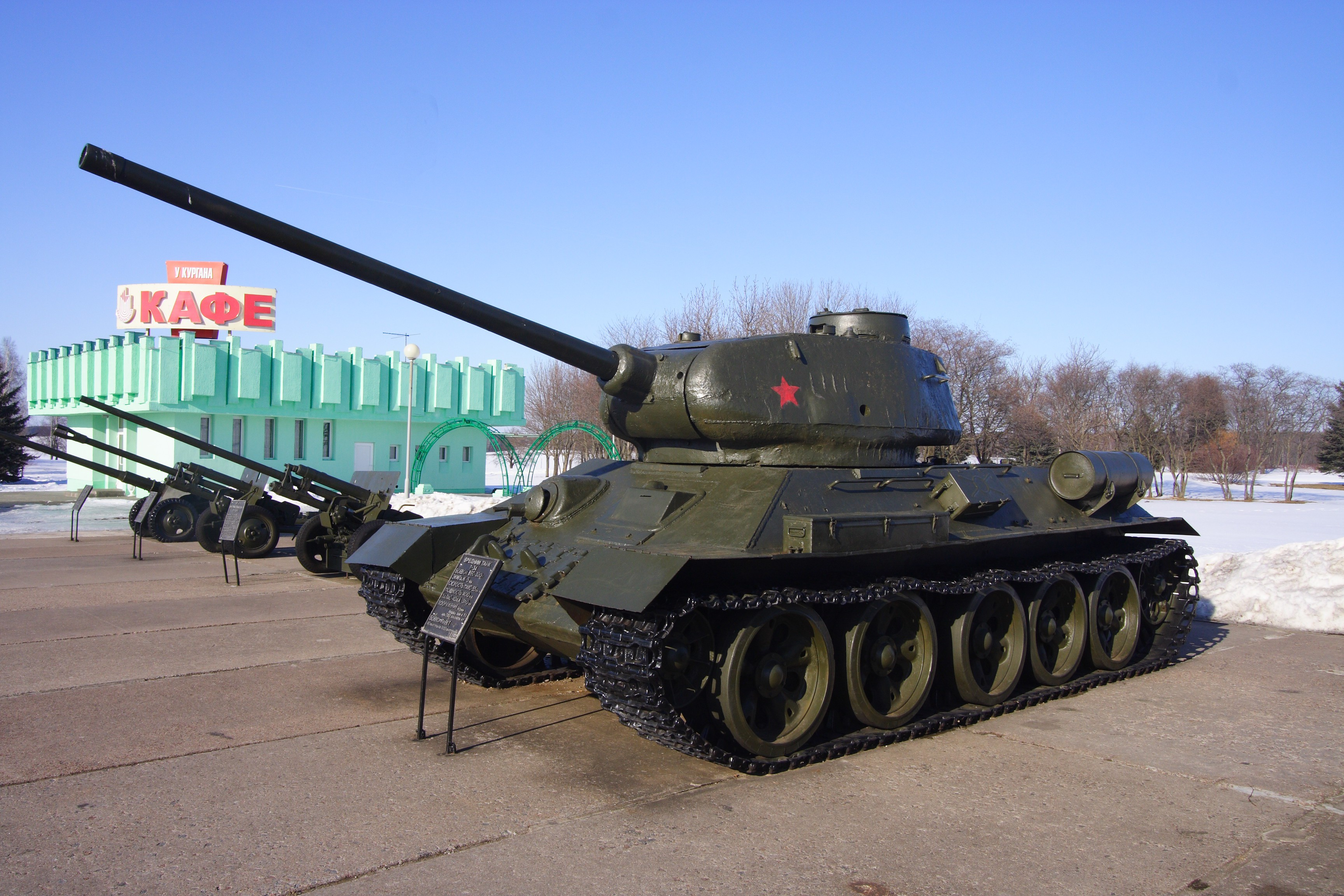
Т-34-85
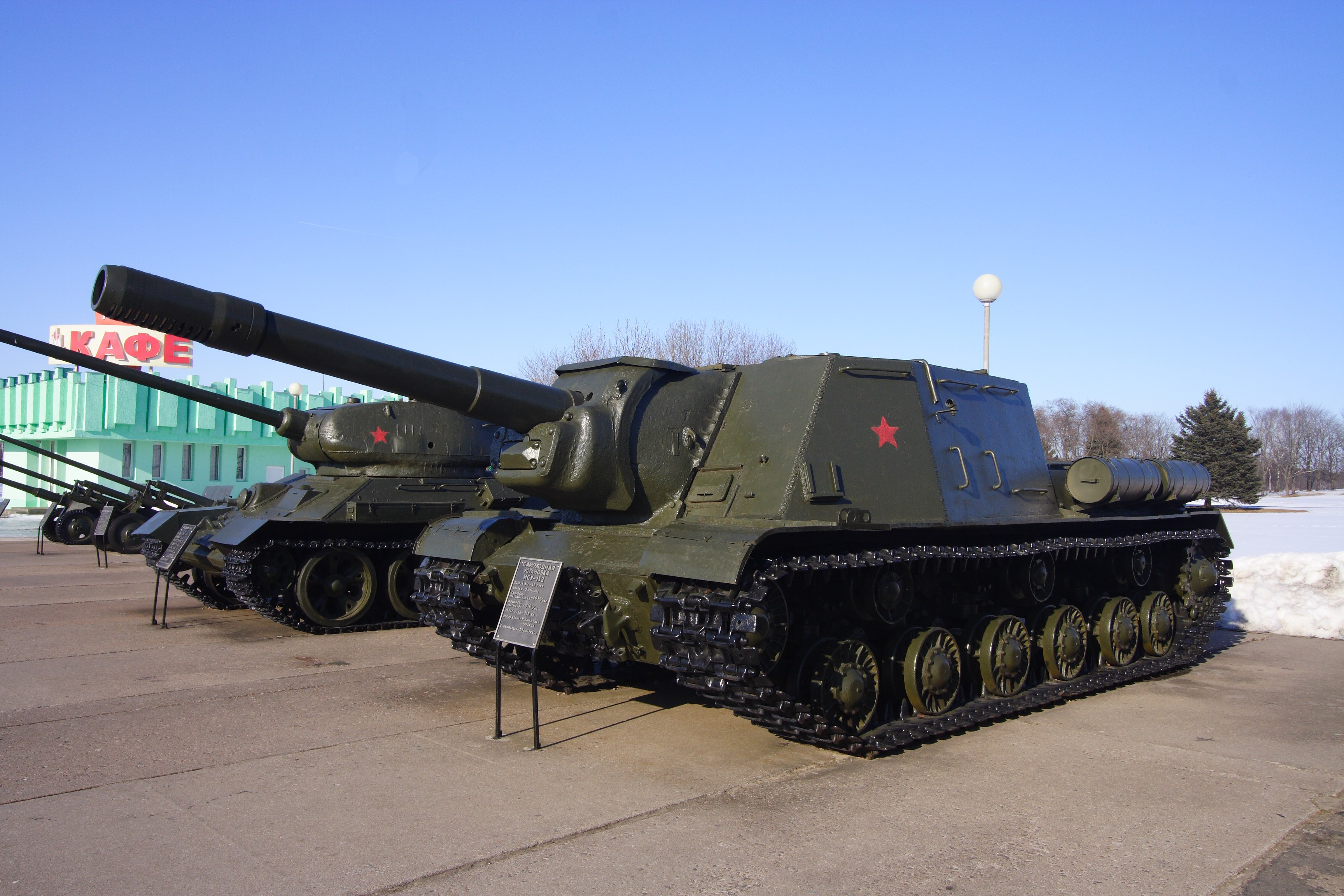
ИСУ-152
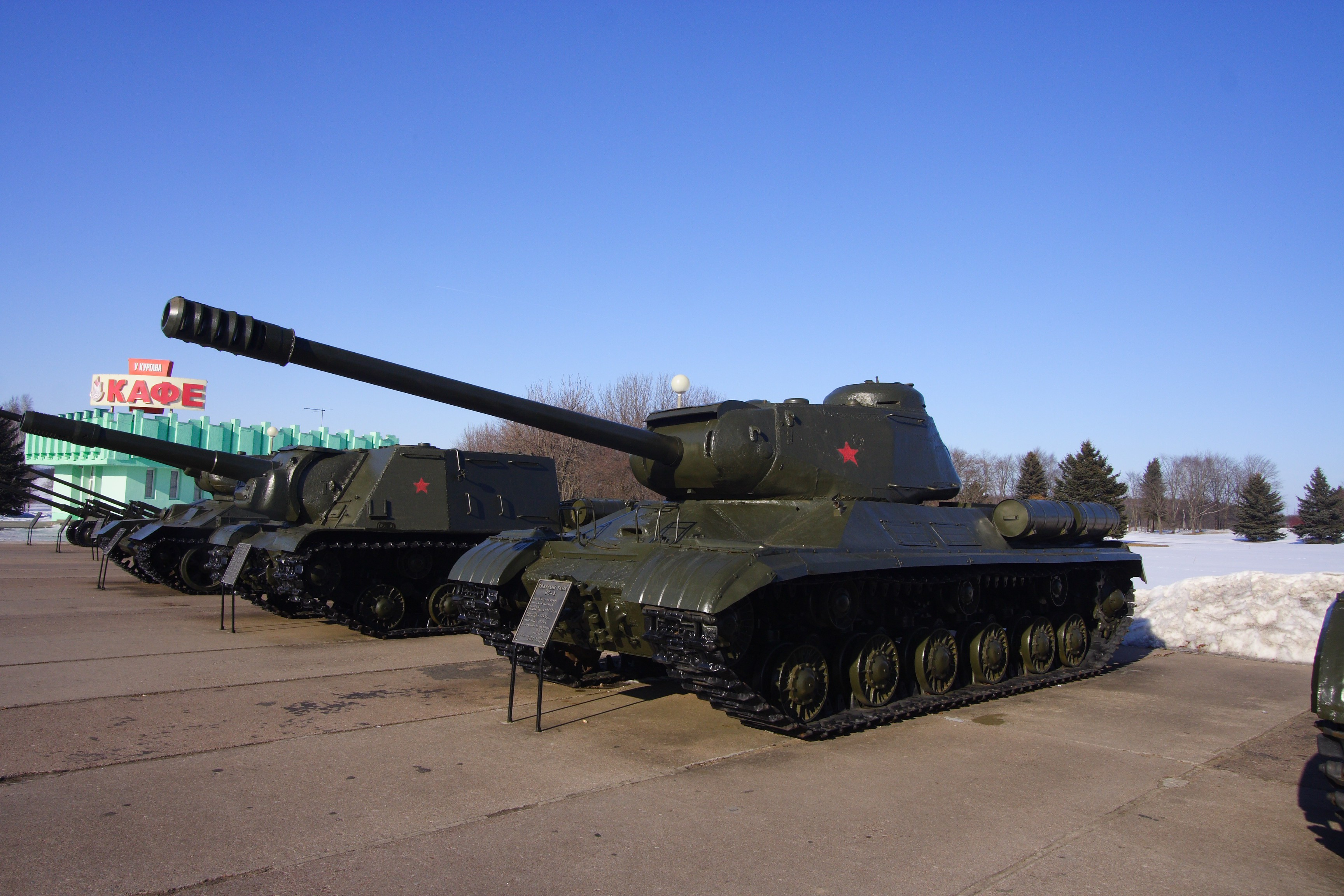
ИС-2
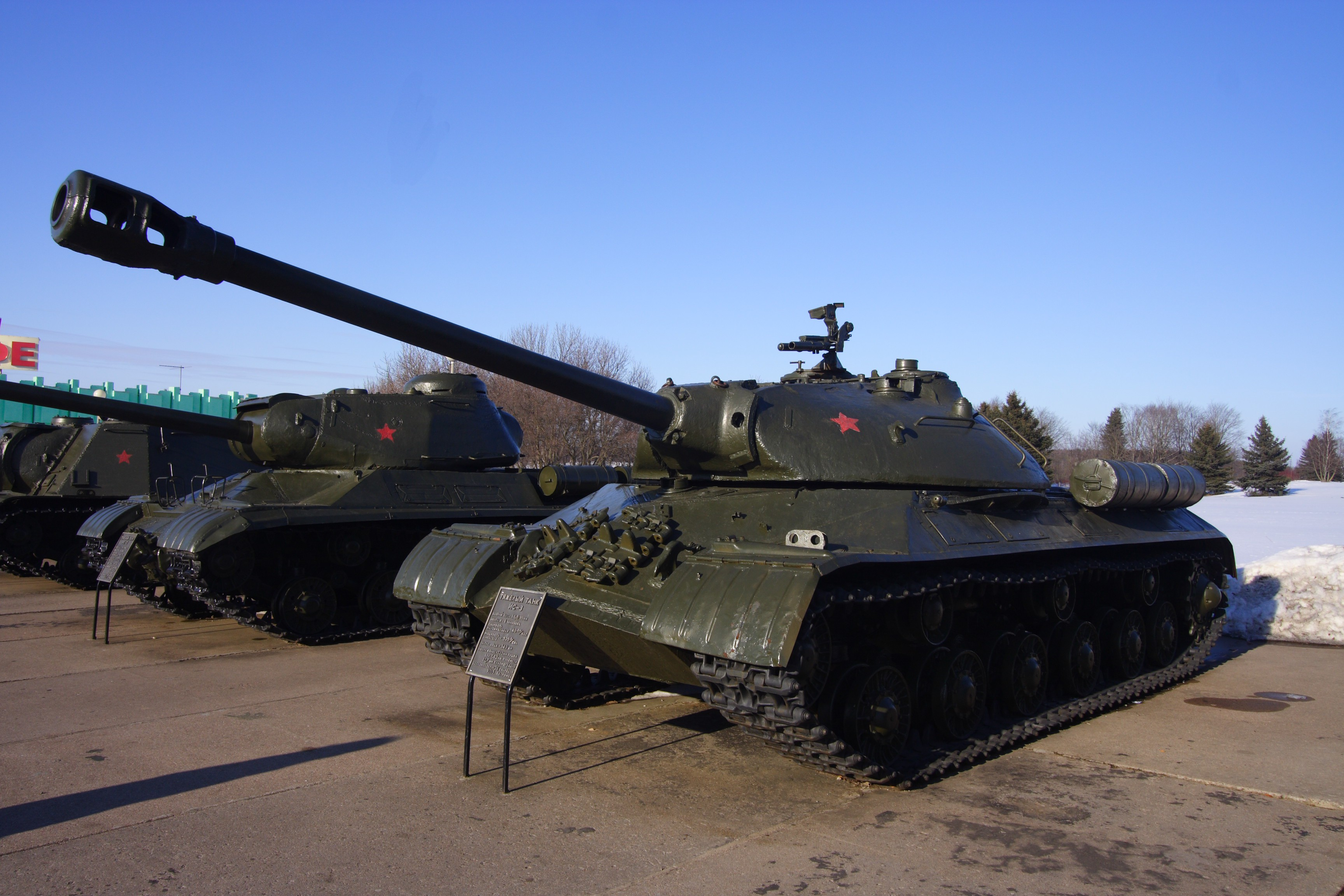
ИС-3
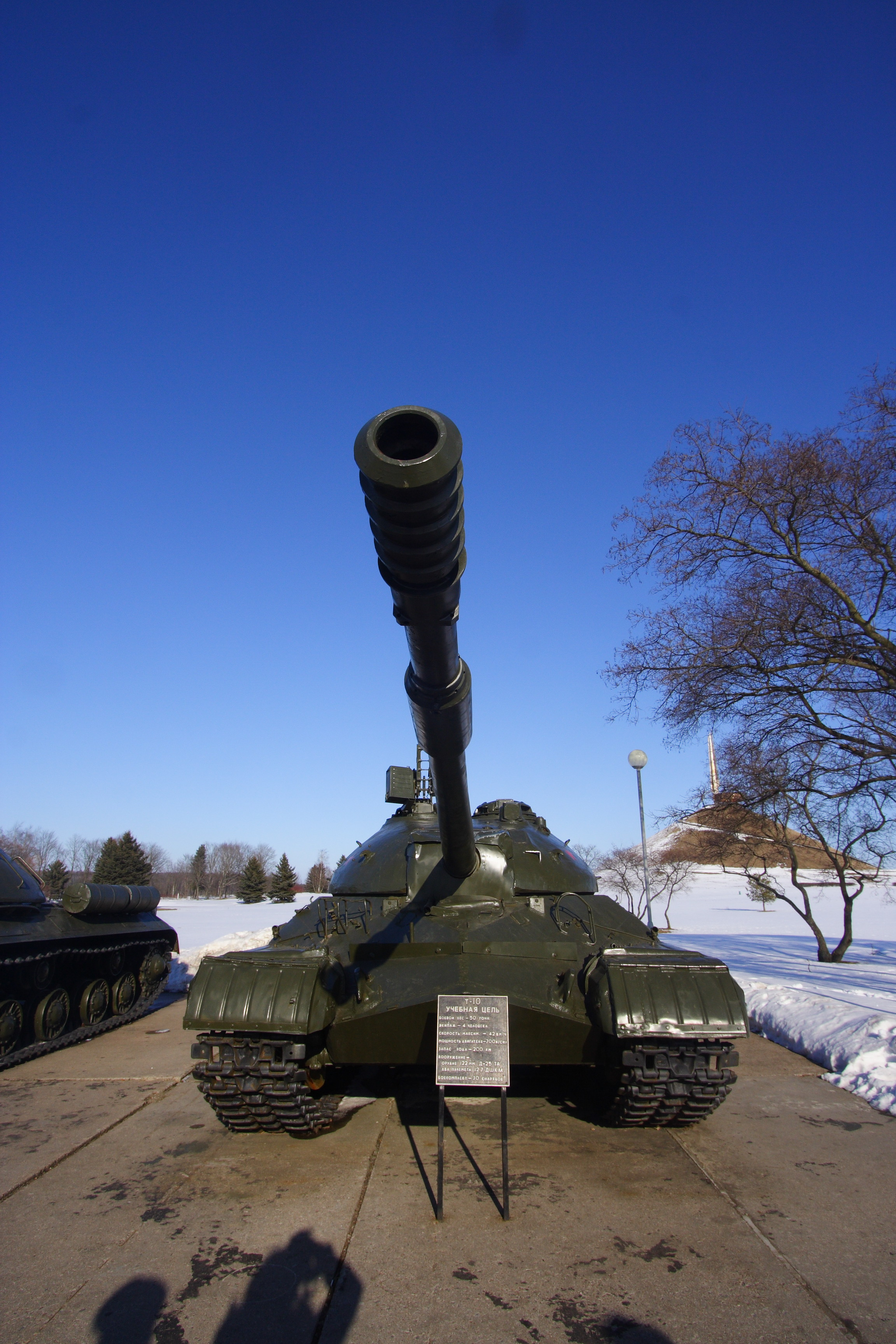
Т-10